# Lecę, chwila, spadam
Lecę, chwila, spadam – drugi album polskiego rapera Kuby Knapa. Wydawnictwo ukazało się 13 czerwca 2014 roku nakładem wytwórni muzycznej Alkopoligamia.com. Promowany był teledyskami do utworów „Mhm”, „Zbyt dziabnięty”, „Też chciałbym to wiedzieć”. Gościnie na albumie udzielali się m.in. Emil G, Ciech oraz 2cztery7. Do płyt zamawianych w preorderze przez stronę wytwórni dołączana była bonusowa płyta zatytułowana „Clint Eastwóód EP – z przymrużeniem oka”
Nagrania dotarły do 3. miejsca na liście OLiS. 

## Lista utworów
Opracowane na podstawie materiału źródłowego.
1. „Stop” (prod.: Kuba Knap, bas: Paweł Nazimek)
2. „Mhm” (prod.: Szogun, bas: Paweł „Basolog” Kużmicz)
3. „Zbyt dziabnięty” (muzyka: Surman, cuty: Dj Black Belt Greg, dodatkowe wokale: Słomka, Emil G)
4. „A japy się cieszo” (muzyka: Mowglee, cuty: Dj Hubson)
5. „Jutro mam dzień” (prod.: Eggison, gościnnie: Emil G)
6. „Wszystko co masz” (prod.: Szejd)
7. „Jak dym z tipa” (prod.: PTK, gitara: Paweł Sołtysiak, gościnnie: Ciech)
8. „Od stóp do głów” (muzyka: DFJ)
9. „Pierdolę was, piję browar” (muzyka: SoDrumatic, gościnnie: 2cztery7, talkbox: Głośny)
10. „Nie musisz” (prod.: Kuba Knap, gościnnie: Zioło Zioło)
11. „Jutro mam dzień 2” (prod.: Eggison, gościnnie: Ryfa Ri, Mada)
12. „Zatrzymaj mnie” (prod.: Szejd)
13. „Jest dobrze” (prod.: Mr. Ed, dodatkowe instrumenty: Pawbeats, cuty: Dj Black Belt Greg, dodatkowe wokale: Dzieciak)
14. „Nie ma szans” (prod.: Wrotas)
15. „Też chciałbym to wiedzieć” (prod.: FEN, Kuba Knap, gościnnie: Kuban)
16. „Ostatni joint” (prod.: Wrotas)

| Bonus CD – „Clint Eastwóód EP – z przymrużeniem oka” |
| --- |
| (wspólnie z Mada, ZETENWUPE) 1. „W samo” 2. „Południe” 3. „Nie tracę” (gościnnie: Okoliczny Element, cuty: Dj Black Belt Greg) 4. „Co możesz dać” 5. „Zwiedzam swoje miasto” (gościnnie: Fifer) 6. „Chciałem dobrze” (cuty. Dj Black Belt Greg) 7. „Pobudka” 8. „06:56” 9. „Porównuj mnie do K.” 10. „To ryje beret” (gościnnie: Hade a.k.a. Kaietanovich) 11. „Klin Istłud” 12. „Mordo” |